# Jiří Zamazal
Jiří Zamazal (* 11. května 1959) je bývalý český fotbalista, obránce.

## Fotbalová kariéra
Nejvyšší soutěž hrál za Slavii Praha, RH Cheb a Zbrojovku Brno. V lize nastoupil ke 121 utkáním a dal 8 ligových gólů.

## Klubové statistiky
| Sezona  | Klub           | Země  | Soutěž                                   | Zápasy | Góly |
| ------- | -------------- | ----- | ---------------------------------------- | ------ | ---- |
| 1978/79 | Slavia Praha   | Česko | 1. československá fotbalová liga 1978/79 | 2      | 0    |
| 1979/80 | Slavia Praha   | Česko | 1. československá fotbalová liga 1979/80 | 25     | 1    |
| 1980/81 | Slavia Praha   | Česko | 1. československá fotbalová liga 1980/81 | 24     | 2    |
| 1981/82 | Slavia Praha   | Česko | 1. československá fotbalová liga 1981/82 | 27     | 1    |
| 1982/83 | Slavia Praha   | Česko | 1. československá fotbalová liga 1982/83 | 28     | 3    |
| 1983/84 | RH Cheb        | Česko | 1. československá fotbalová liga 1983/84 | 17     | 1    |
| 1985/86 | Slavia Praha   | Česko | 1. československá fotbalová liga 1985/86 | 16     | 0    |
| 1986/87 | Slavia Praha   | Česko | 1. československá fotbalová liga 1986/87 | 14     | 0    |
|         | Ostroj Opava   | Česko | 2. liga (1. ČNL) 1986/87                 | 19     | 0    |
| 1987/88 | Ostroj Opava   | Česko | 2. liga (1. ČNL) 1987/88                 | 10     | 1    |
|         | Zbrojovka Brno | Česko | 2. liga (1. ČNL) 1987/88                 | 24     | 1    |
| 1988/89 | Zbrojovka Brno | Česko | 2. liga (1. ČNL) 1988/89                 | 25     | 3    |
| 1989/90 | Zbrojovka Brno | Česko | 1. československá fotbalová liga 1989/90 | 17     | 0    |
|         | Celkem 1. liga |       |                                          | 121    | 8    |